# جفری هال
جفری هال (انگلیسی: Jeffrey C. Hall؛ زادهٔ ۳ مهٔ ۱۹۴۵) دانشمند در زمینه ژنتیک اهل ایالات متحده آمریکا است. وی در سال ۲۰۱۷ برای پژوهش‌هایش روی ساعت زیستی، به همراه مایکل روزبش و مایکل یانگ برندهٔ جایزه نوبل فیزیولوژی و پزشکی شده‌است.